# Путро, Самули
Са́мули Та́пани Пу́тро (фин. Samuli Tapani Putro; род. 21 августа 1970, Хельсинки, Финляндия) — финский музыкант и вокалист.

## Творчество
В течение 1992–2007 гг. Путро принимал непосредственное участие в творчестве
группы Zen Café в качестве её лидера, будучи гитаристом и вокалистом. После того,
как группа на весьма продолжительный срок заморозила свою деятельность, Путро
целиком сосредоточился на сольной карьере, когда как его самый первый сольный
альбом был издан 17 сентября 2004. А также весь его мини-альбом был включён в
музыкальные композиции фильма "Всё по-взрослому". 11 февраля 2009 Путро был
опубликован первый полноценный сольный альбом Elämä on juhla, песни которого
презентировались в одноимённом шоу, однако некоторые из них в нём всё же не
озвучивались. В 2009 Путро написал музыку для известного документалиста Мики
Ронкайнена к его фильму "Мачо на досуге". Второй сольный альбом, что назывался Älä sammu aurinko, Путро опубликовал 16 марта 2011 года. Третий сольный альбом Путро Tavalliset hautajaiset издался 24 августа 2012 года и, уже спустя полтора года, 28
августа 2014, увидел свет четвёртый альбом автора Taitekohdassa.

## Дискография
Zen Café
- Romuna  (1997,  Fazer Records, Warner Music Finland Oy)
- Idiootti  (1998,  Fazer Records, Warner Music Finland Oy)
- Ua ua  (1999,  Warner Music Finland)
- Helvetisti järkeä  (2001,  Warner Music Finland)
- Vuokralainen  (2002,  Warner Music Finland)
- Jättiläinen  (2003,  Warner Music Finland, kokoelma)
- Laiska, tyhmä ja saamaton  (2005,  Warner Music Finland)
- STOP  (2006,  Warner Music Finland)

Сольная карьера
- Täysikasvuinen  (2004, мини-альбом)
- Elämä on juhla  (2009)
- Älä sammu aurinko  (2011)
- Tavalliset hautajaiset  (2012)
- Taitekohdassa  (2014)

## Награды
- Приз Йухи Ванио, награда за проделанные художественные работы  (2012)

## Номинации
- Премия Йусси, лучшая музыка (Menolippu Mombasaan, 2003)
- Праздненство Эммы, дебютный альбом года (Elämä on juhla, 2010)
- Праздненство Эммы, критический выбор (Elämä on juhla, 2010)
- Праздненство Эммы, солист года среди мужчин (Elämä on juhla, 2010)